# Псалом 108

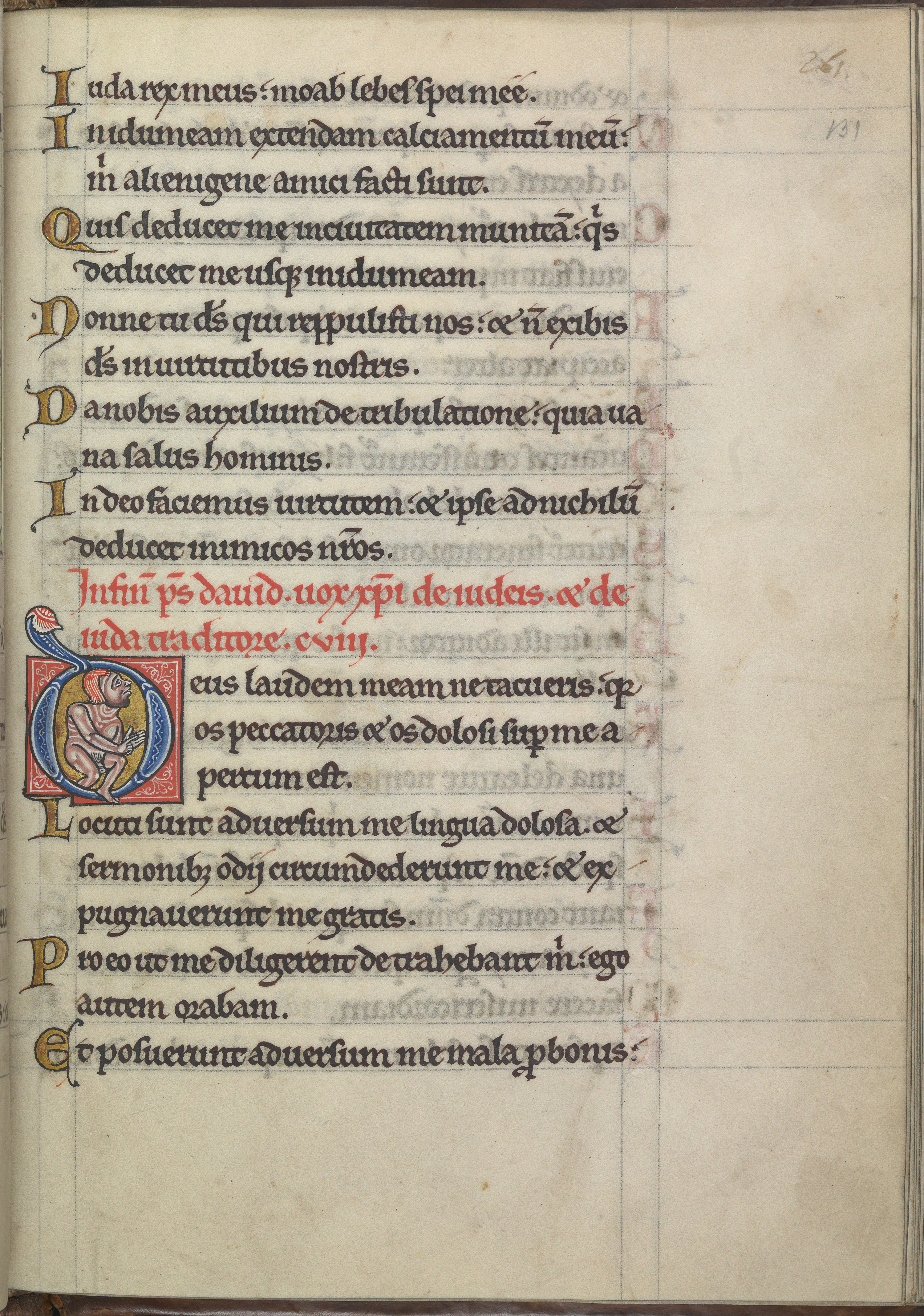
2-й псалом на листе из Псалтири Алиеоноры Аквитанской

Сто восьмой псалом — 108-й псалом из книги Псалтырь (в масоретской нумерации — 109-й). Известен по латинскому инципиту Deus laudis meae ne tacueris, «Боже хвалы моея не премолчи». Представляет собой молитву-проклятие против врагов.

## Надписание и авторство псалма
Псалом имеет стандартное надписание «Начальнику хора. Псалом Давида.» (ивр. לַמְנַצֵּחַ לְדָוִד מִזְמוֹר‎). Надписание в Септуагинте — греч. Εἰς τὸ τέλος· ψαλμὸς τῷ Δαυΐδ, что в славянской Библии переводится «В конец, псалом Давиду». Согласно надписанию, автором является царь Давид.

## Содержание и богослужебное использование псалма
После краткого вступления, где псалмопевец обращается к Богу с жалобой на своих врагов, следует список возводимых на них проклятий, который и составляет основное содержание псалма. Проклятия составлены с большой изощрённостью, это один из самых пугающих сборников проклятий в Библии. Например:

Да не будет сострадающего ему; да не будет милующего сирот его;
Да будет потомство его на погибель, и да изгладится имя их в следующем роде.

Завершается псалом молитвой о помощи и обещанием прославить Господа за дарованное Им спасение.
В христианской традиции псалом понимается как пророческий, а содержащиеся в нём проклятия — как обращённые к Иуде Искариоту и другим виновникам распятия Иисуса Христа. Апостол Пётр в Деян. 1:20 цитирует этот псалом применительно к Иуде.
Использование псалма в богослужебной практике диктуется его содержанием. Так, отрывки из этого псалма входили в состав псалмокатары — средневекового обряда греческой церкви, применявшегося для наложения проклятия на скрывающихся от правосудия преступников.
В Православной церкви псалом читается в Великую пятницу на 6-м часе.
Из-за своего «неполиткорректного» содержания этот псалом исключён из чтений в современной Католической церкви.

## Псалом 108 в культуре
- В связи с конфискацией монастырским приказом земель Воскресенского монастыря патриарх Никон отслужил молебен с чтением псалма в адрес своих обидчиков[1][2].